# Tumba de Talpiot

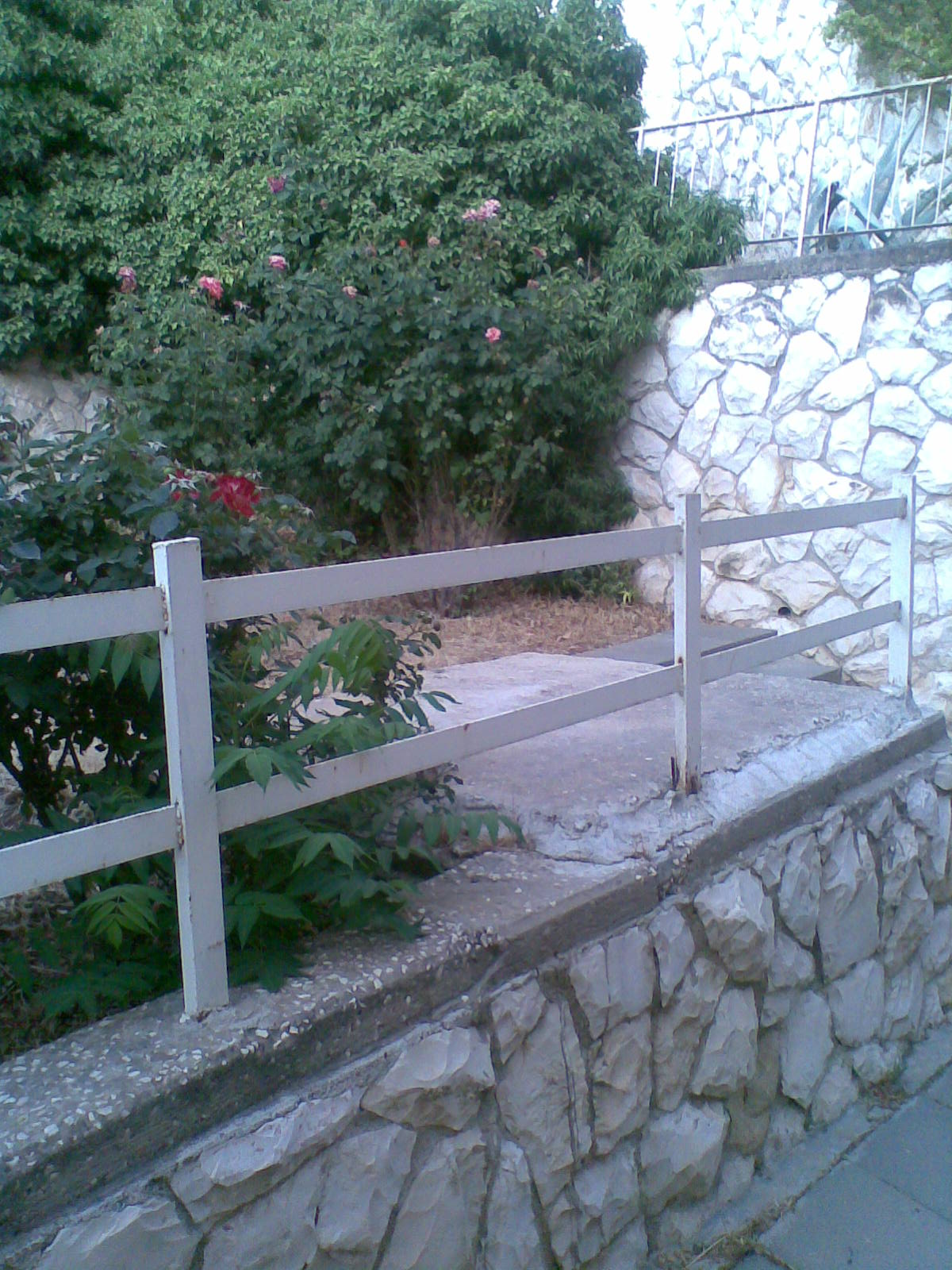
Lugar de la tumba ahora sellada.

La Tumba de Talpiot (o de los diez osarios) es un sepulcro excavado en la roca descubierto en 1980 en el barrio de Talpiot del Este, a cinco kilómetros al sur de la Ciudad Vieja de Jerusalén. 
Contiene diez osarios de los cuales seis poseen inscripciones. Una de ellas ha sido leída, si bien no unánimemente, como "Yeshua b[ar] Yehosef" ("Jesús, h[ijo de] José"). No obstante, la misma no es completamente legible y la traducción mencionada ha sido criticada; algunos autores consideran que solo "h[ijo de]José" puede ser leído sin ninguna duda y que el primer nombre podría ser Hanun.
El hallazgo fue publicado por primera vez en el Catalogue of Jewish Ossuaries in the Collections of the State of Israel números 701-709, en el año 1994. Dos años después apareció un artículo referido al mismo en el número 29 de Atiqot, la publicación de la Autoridad de Antigüedades de Israel. 
En 2007 el director de cine James Cameron y el periodista investigador Simcha Jacobovici realizaron un documental sobre esta tumba titulado; La tumba perdida de Jesús (The Lost Tomb of Jesus) emitido por la señal Discovery Channel. Al mismo tiempo, Jacobovici y Charles Pellegrino escribieron un libro (presentado junto al film) titulado: La Tumba de la familia de Jesús. En ambos se defiende la idea de que la Tumba de Talpiot es el sepulcro de Jesús de Nazaret, miembros de su familia y  algunas personas mencionadas en el Nuevo Testamento. Estas conclusiones no son aceptadas por los investigadores especializados. Otros autores, sin embargo, aceptan en todo o en parte la identificación de esta tumba con la de la familia de Jesús. Al respecto en 2016 se abrió un sitio web donde se exponen en profundidad los argumentos del debate entre ambas posturas.

## Contexto histórico
Los Evangelios cuentan que el cuerpo de Jesús, después de haber sido crucificado, fue bajado de la cruz envuelto en lienzos perfumados y llevado a una tumba familiar perteneciente a uno de sus discípulos, José de Arimatea. Según las leyes judías, que siguen vigentes en la actualidad, los cadáveres tenían que ser inhumados en el suelo, antes del atardecer del día del óbito. Las tumbas cavadas en roca eran y son consideradas sepulturas "en el suelo", dado que, en la mayor parte de Jerusalén, el lecho de roca se localiza a tan solo unos pocos centímetros por debajo de la superficie. Por esta razón, los difuntos eran colocados en túneles preexistentes, cavados en las laderas. Durante la gran parte del siglo I d. C. la mayoría de las tumbas de Jerusalén eran cuevas talladas en roca sólida y situadas en el exterior de la muralla de la ciudad.
Normalmente las tumbas de la época constaban de dos cámaras donde en la primera cámara, la exterior, era depositado el cuerpo del difunto envuelto en un sudario blanco perfumado, y la segunda cámara era destinada para depositar, un año después de la muerte del difunto, sus huesos guardados en un osario.

## Nombres en los Osarios
En la tumba de Talpiot se encontraron 10 osarios. Según Jacobovici y Pellegrino uno de ellos desapareció, fue robado y vendido en el mercado negro de antigüedades. No obstante, Joe Zías, quien fue el primero en catalogarlos niega tal hecho.
De ellos 6 aparecen tallados o rayados con un punzón u otro objeto punzante los siguientes nombres escritos en un lateral del osario. El agrupamiento de estos nombres en una misma tumba, según Jacobovici y Pellegrino, resulta único. Sin embargo, los mencionados nombres eran muy comunes en la época de Jesús; el investigador Richard Bauckham, en su libro “Jesus and the Eyewitnesses”, señala que de 2.625 nombres masculinos registrados en textos e inscripciones de la época, Jesús aparece en 99; José aparece en 218 y María, entre 328 nombres femeninos, aparece en 70.Los nombres han sido leídos como: 
- Yeshua B Yosef (ישוע ב  יוֹסֵף): Jesús, h[ijo] de José, pero también puede leerse ב  יוֹסֵף חָנוּן Ḥānūn B Yosef.
- Mariamne he Mara (MAPIAMNH H MAPA, en griego):  Mariamne, he Mara, probablemente del arameo: la Señora.
- Yehudah Bar Yeshua (יהודה בר ישועה): Judas, hijo de Jesús.
- Yos(e) (יוֹסֵ): Jose (forma dialectal de José)
- Mar(i)ah  (מָרָא): María o bien Marah
- Matithyahu (מַתִּתְיָהוּ): Mateo

### Yehshúah B[ar] Yoshef
Esta inscripción está escrita en arameo. En verdad en esta inscripción no hay una palabra clara para "hijo" pues la inscripción está gastada, pero la opinión general es que la letra "B" indica a la palabra aramea "Bar" que significa hijo, es decir; "Jesús, hijo de José". De todas las inscripciones catalogadas, se han hallado hasta ahora dos con la combinación "Jesús, hijo de José".
Los descubridores de la tumba subrayan que el nombre “Jesús” es difícil de leer, y se inclinan por esta lectura debido al osario 80-501, el cual dice claramente “Judas hijo de Jesús”. Si se trata de una tumba familiar y hay un “hijo de Jesús” cabe esperar encontrar también al padre allí. Si la lectura es correcta, este sería el segundo osario con la inscripción “Jesús hijo de José” que se encuentra en el área; otro fue hallado por el profesor Sukenik en 1926, y en él se lee claramente “Jesús hijo de José”.
Stephen Pfann, sin embargo, considera que debería leerse ‘Hanun (o Yadun) hijo de José’. En un análisis del mismo autor, con fotografías de alta resolución, muestra que la palabra "Jesús" está sobre inscripta sobre otra que podría ser "Yadun".

### Mariamne he Mara
Esta inscripción es la única de la tumba que está en letras griegas, escritas de izquierda a derecha, dice MAPIAMNH H MAPA, helenización de un nombre y un título arameos: Maryam Mart, Mart es el femenino de Mar, "señor", en arameo moderno "santo". Es una forma del nombre Mariamne, una versión griega de "Mariam", que aparece también en las obras de Josefo, vinculada a la familia de los Hasmoneos, por ejemplo Mariamna esposa de Herodes.  En los evangelios, redactados en griego koiné, la madre de Jesús aparece como María y también Mariam, mientras otras Marías aparecen siempre como Mariam.
En los "Hechos de Felipe", un apócrifo del siglo IV sobre el apóstol Felipe, encontrado en 1974 en un monasterio del monte Athos en Grecia, se encuentra el nombre "Mariamne" usado para referirse a una hermana de Felipe; al respecto, el profesor François Bovon, sostiene que sería la misma que María Magdalena, aunque él no cree que Mariamne fuese el nobre real en vida de dicha Magdalena. Además, Bovon, que es citado en el documental de Jacobovici como una fuente, señala que más allá de la lectura del texto, todas las otras conclusiones del documental son "ciencia ficción".
La inscripción del osario llama a esta Mariamne, "he Mara" que puede traducirse como "la Señora", lo que le atribuiría una gran autoridad. 
Stephen Pfann sostiene que la inscripción debe leerse ‘Mariemne kai Mara’; es decir que contiene dos nombres: ‘María y Mara’ escritos por dos personas distintas.
Por su parte, el arameísta Joseph Fitzmyer sostiene que el problema más grande que tiene la lectura de la primera palabra como
‘Mariamne’ es la terminación masculina/neutral "ou", hecho extraño si se considera que Mara refleja el arameo masculino mareh; "señor".

### Yehudah Bar Yehshúah
Esta inscripción está escrita en idioma arameo. La traducción literal al idioma español significa "Judas, hijo de Jesús". A pesar de las especulaciones no se ha encontrado ningún escrito apócrifo o canónico que mencione o indique que Jesús de Nazaret tuviese un hijo.

### Yosh(e)
Esta inscripción está escrita en hebreo. Este nombre parece ser una contracción o diminutivo cariñoso del hebreo "Yoshef" (José). El nombre de José en la Judea del siglo I era muy popular. El Evangelio de Mateo indica que Jesús tenía cuatro hermanos: Jacob (o Santiago), Judas, Simón y José. En el Evangelio de Marcos, que según la erudición moderna es el más antiguo de los evangelios del Canon, este último José es llamado en griego "ιωση" ("Iosē"). Al no escribirse las vocales en el arameo de esa época, la inscripción podría reflejar este nombre. 
Si bien se ha debatido si los hermanos de Jesús eran realmente hermanos o si se trataba de hermanastros, medio hermanos, o primos, los estudiosos generalmente concuerdan en que el término griego usado se refiere a hermanos o hermanastros. Hasta la fecha, la inscripción de "Yosha-Yoshe" que aparece en la tumba de Talpiot es el único ejemplo de este nombre encontrado en un osario.

### Mar(í)ah
Esta inscripción está escrita en hebreo. Se cree que es una forma de "María", un nombre muy popular en ese tiempo, pero como en hebreo no se escribían las vocales, las letras aquí (MRH) pueden ser el nombre Marah (amargura). Además, de nombres como Mariam, al igual que sucedía con muchos otros, se adoptaron numerosas variantes. En fuentes literarias cristianas el nombre de la madre de Jesús siempre fue referido de una manera única: "María" (Versión latinizada del arameo "Mariam"). Encontrar una versión latina de un nombre hebreo y escrito con letras hebreas sería muy raro, de hecho, en varios miles de osarios descubiertos tan solo han sido encontradas ocho inscripciones de características similares.

### Matithyahu
Esta inscripción está escrita en hebreo. Es el nombre original en hebreo del nombre castellanizado "Mateo". Ningún escrito apócrifo o canónico, ni el propio evangelio atribuido a Mateo, dicen o indican de modo alguno, que el apóstol del mismo nombre fuera un pariente de Jesús. Sin embargo, la genealogía del Evangelio de Lucas 3:23-38 sí señala a varios "Matatías" (variante de Matithyahu) en su ascendencia, aunque no antes de un espacio de hasta siete generaciones intermedias.

## Investigación arqueológica

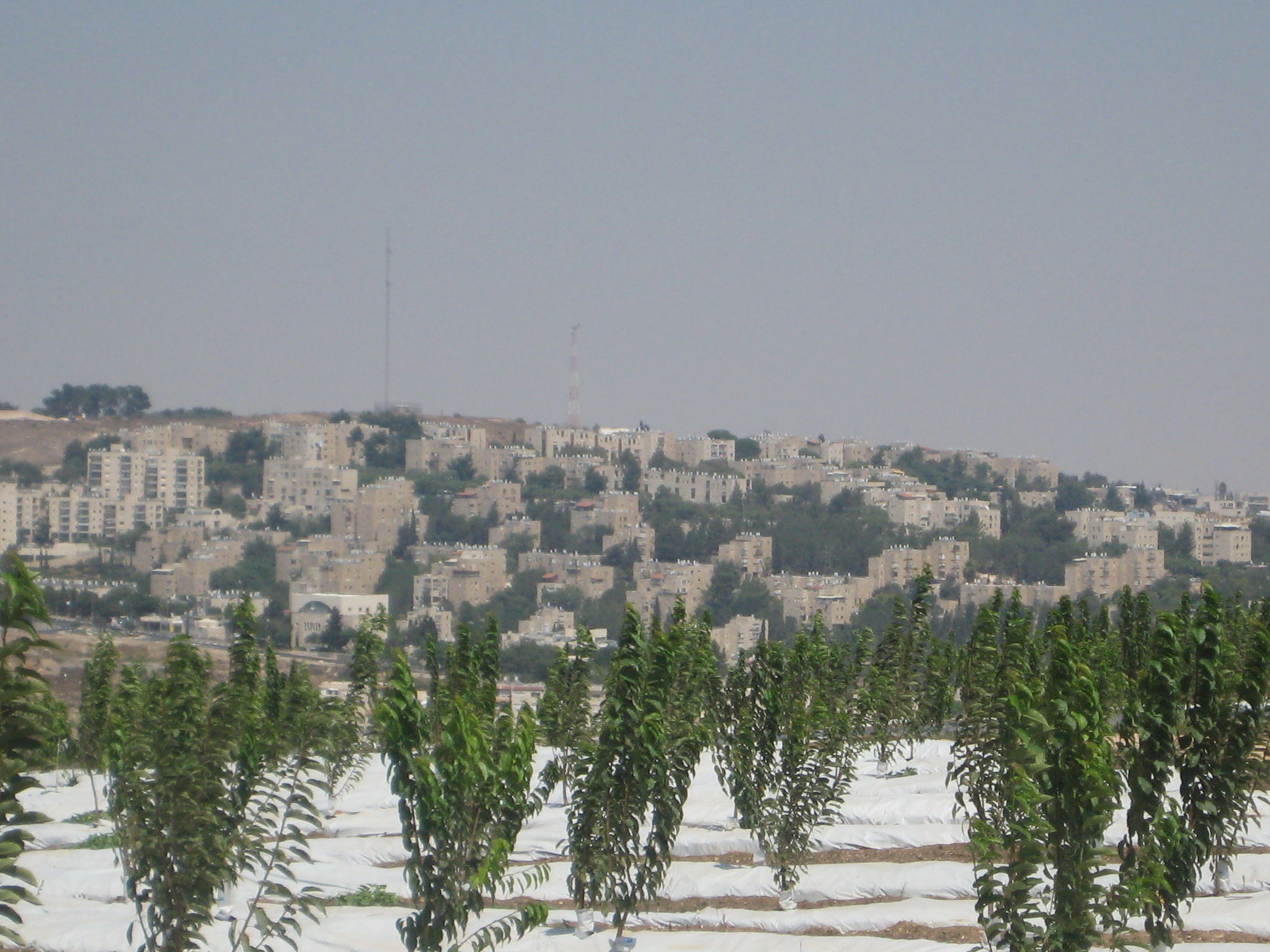
Este de Talpiot en 2007

Tumbas como ésta habían sido encontradas ya desde antiguo, la primera en 1873 por el erudito francés Charles Clermont-Ganneau, dentro de misma había 30 osarios, varios de ellos tenían signos cruciformes junto a nombres tan conocidos para la fe cristiana como "Juan" o "Jesús", incluso en griego.

Luego, en 1945, se describió una tumba en Talpiot, cerca de Jerusalén por el Profesor E.L. Sukenik del "Museo de Antigüedades Judías de la Universidad Hebrea de Jerusalén". Dos osarios tienen el nombre de “Jesús” en hebreo. El segundo de éstos tiene también cuatro cruces grandes dibujadas. El Prof. Sukenik concluyó que las inscripciones y las cruces estaban relacionadas, y les atribuyó significado religioso. Dijo que eran "expresiones de pesar por la crucifixión de Jesús", y en efecto parecían coincidir con el período de tiempo del desarrollo del cristianismo, pues a la luz de estudios paleográficos estas inscripciones datarían desde el siglo I a. C., al I d. C.
La zona fue ocupada en 1973 durante la guerra y luego un bloque de viviendas fue levantado en el sitio de las tumbas, las que quedaron cubiertas por debajo del nivel del suelo. 
Posteriormente, el 28 de marzo de 1980 unos trabajadores de la construcción re-descubrieron otro osario al excavar los cimientos de un bloque de edificios en Talpiot del Este. Lo que se encontró fue la tumba cavada en roca de unos dos mil años de antigüedad que contenía 9 osarios, originalmente 10; este último (el llamado Osario de Santiago) aparecido más tarde en el mercado de antigüedades. La investigación de los osarios fue supervisada por el arqueólogo israelita Amos Kloner, el sepulcro fue explorado por el inspector de antigüedades Yosef Gat, los arqueólogos Eliot Braun y Amos Kloner. Shimon Gibson realizó un croquis de la tumba.
Según el informe publicado por Kloner, la tumba tiene un patio de 4,2m de ancho y una antecámara de 2m x 2,4m, cuyo techo fue casi en su totalidad destruido por las topadoras. La fachada de la cámara mortuoria se hallaba en la pared norte de la antecámara y estaba decorada con una cornisa en forma de V invertida (∧) por encima de un círculo y una roseta incompleta. La entrada mide 43cm x 47cm y tiene una pestaña donde encajaría una piedra cuadrada a modo de cierre (Golal), que no pudo hallarse. La cámara medía 2,3m x 2,3m y tiene una altura apenas mayor de 1,5m. Había dos nichos (Arcosolia), uno en la pared occidental y otro en la pared opuesta a la entrada. Estaban vacíos excepto por fragmentos de huesos. En la cámara principal se hallaron tres calaveras, vértebras y fragmentos óseos. Había seis osarios sin sus tapas, dos en cada una de las paredes excepto la de la entrada. En total se encontraron diez osarios. La mitad de ellos estaban decorados y la otra mitad eran lisos, sin decoración alguna.

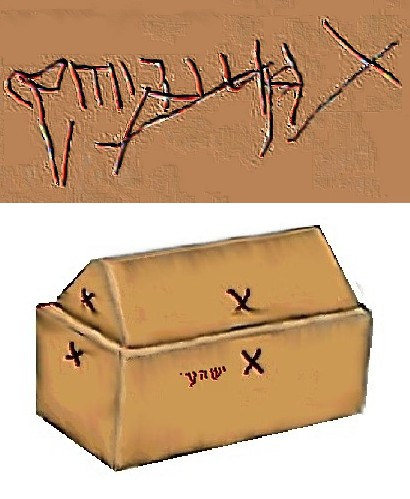
Arriba: "Yehshúah B[ar] Yoshef". Abajo: Marcas de dirección. Del catálogo Rahmani.

 El grupo de osarios que tenían inscripciones (seis de los diez = 60%) estaba por encima del promedio así como la lengua ya que cinco de las seis inscripciones estaban en hebreo y una en griego, cuando la proporción general de los hallazgos es cuatro en hebreo por cada tres en griego. De acuerdo con la IAA (Autoridad de Antigüedades de Israel) seis de estos diez Osarios contienen los nombres: Jesús, Hijo de José, María, José,  Mateo, Mariamne y Judas hijo de Jesús. El  académico israelí L.Y. Rahmani publicó en el año 1994 el "Catálogo de Osarios judíos" conteniendo los datos esenciales relacionados con los diez Osarios que fueron encontrados en la tumba de Talpiot. En lo que sigue se empleará la numeración según el sitio del hallazgo de la Autoridad de Antigüedades de Israel (IAA), según la cual los Osarios llevan los códigos IAA 80-500 a IAA 80-509.
Respecto a la "exploración" de Jacobovici, Kloner, el investigador original del sitio, la calificó de "descuidada, explotadora e irresponsable".
Respecto a las marcas cruciformes la opinión más actual de los arqueólogos es que este tipo de marca, que en verdad aparece en el 40% de los osarios encontrados en Israel, se usaba simplemente para alinear la tapa a manera de marcas de albañil. Esta interpretación está confirmada por la presencia, en otros osarios, de un asterisco en vez de una x en el mismo lado de la tapa de los osarios. Esta es la opinión de arqueólogos como L. Y. Rahmani, y Amos Kloner. Rahmani las llama "Marca de dirección". Esta conclusión es compartida por la investigación sobre supuestas marcas de cruces cristianas sobre una serie de osarios judíos del profesor R. H. Smith.
Sin desmedro de lo anterior, otros académicos creen que los judíos no cristianos del tiempo de Jesús  usaban una “x” o un signo “+” como símbolo de protección basados en el pasaje bíblico de Ezequiel 9:4, como una marca simbólica de protección, no una cruz basada en el martirio de Cristo. Por ejemplo, una inscripción hebrea, datada del 136 d. C., encontrada en Palmira, una antigua ciudad de Siria, contiene una inscripción hebrea encerrada entre dos “x”:

"X Una persona cuyo nombre es bendito por siempre. Engendrado por Shlomo, hijo de Nesa, hijo de Tsaïda, hijo de Baraq, por su salud y la de sus hijos. En el mes de Nisán del año 447 X".

## Investigación científica

### Resultados de ADN
La IAA ha catalogado los osarios de Jesús y de Mariamne con los siguientes nombres:
- IAA 80-503: correspondiente a la inscripción Yehshúah (?) B[ar] Yoshef (Jesús, H[hijo] de José).
- IAA 80-500:  correspondiente a la inscripción Mariamne he Marah (?) (Mariamne, ¿la Señora? o bien ¿Mariamne y Mara?).

Uno de los directores del Laboratorio de ADN de Lakehead en Ontario (Canadá), Cartney Matheson analizó el ADN mitocondríaco extraído de la pátina del fondo de ambos osarios, confiando en que jamás fueron reutilizados, pues no hay ningún resto óseo al cual tomarle pruebas, detectando la presencia de "polimorfismos" o variaciones genéticas en dos de ellos . A partir de estos datos, algunos investigadores, extrajeron la conclusión de que si no son hermanos y si no son madre e hijo o padre e hija y están enterrados en una tumba familiar cabe la posibilidad de que sean marido y mujer, ya que en la mayoría de las tumbas familiares conocidas del siglo I solo se enterraban en las mismas a familiares o cónyuges. Son posibles, sin embargo, otras explicaciones.

### Estadística matemática
Andrey Feuerverger, profesor de estadística y matemáticas de la Universidad de Toronto desarrolló un estudio estadístico que lo llevó a la conclusión de que existe una probabilidad estadística de que la tumba de Talpiot sea realmente la tumba familiar de Jesús, comparando los nombres registrados para la época, a partir de fuentes literarias y epigráficas. En su estudio, Feuerverger examinó todos los nombres que aparecían en la tumba y los correlacionó con los datos disposibles y la cantidad de tumbas existentes en Jerusalén en el siglo I, llegando a la conclusión de que existe una probabilidad de seiscientos a uno de que se trate de la tumba de la familia de Jesús.

## Objeciones y críticas
Respecto de la supuesta evidencia genética se ha argumentado que una explicación alternativa a que el osario IAA 80-503 y el osario IAA 80-500 correspondan a marido y mujer es que se tratase de parientes por vía paterna, sin excluir que, como se indica en algunos textos, se hubiese sepultado a alguien ajeno a la familia. Al respecto, Mark Spiegelman, de la Universidad Hebrea y experto en antropología biológica, consideró improbable que esta prueba de ADN pueda producir resultados confiables; el tiempo transcurrido hace posible que haya habido contaminación de las pátinas tomadas como muestra, por lo cual la no coincidencia significaría muy poco.
En relación con los cálculos probabilísticos efectuados sobre las combinaciones de los nombres en las inscripciones, tal como el efectuado por Feuerverger, los mismos fueron fuertemente objetados por arqueólogos como Joe Zias, ex curador hasta 2007 de la Autoridad de Antigüedades de Israel quien afirma que se trata de esfuerzos puramente sensacionalistas por parte de quienes no son profesionales en el área arqueológica. Nombres como "Jesús", "José", "Jacob (Santiago)", "Judas" y "María", señala Zías, eran muy comunes en esa época, pero se desconoce su porcentaje real entre la población como para hacer cálculos probabilísticos como los de Feuerverger. Considerando también que ningún resto óseo presenta evidencias de una crucifixión, Zias concluye: "Proyectos como estos (de Jacobovici) son una burla de la profesión arqueológica."
Por su parte Stephen Pfann, quien preside la University of the Holy Land (Universidad de Tierra Santa), señaló que el supuesto planteado por Andrey Feuerverger se basa en un número de falacias y en la incorrecta aplicación de la ciencia estadística, según se detalla en los siguientes puntos:
1) No existe una base de datos en Judea o en Galilea (ni genealogías con excepción de la de Jesús que presentan los evangelios, ni registros) que sirva de fundamento para establecer la probabilidad de sus afirmaciones.
2) Los registros de quién y cómo muchos individuos eran enterrados en una dada tumba familiar en la Judea y Galilea del siglo I no pueden ser descifrados únicamente sobre la base del examen de los nombres existentes en los osarios que sobreviven en la tumba. Esto es debido a las siguientes circunstancias:
- La mayoría de las tumbas ya fueron visitadas y saqueadas en la antigüedad o en los últimos tiempos, dejando incompleto el registro de sus contenidos originales.
- No todos los osarios se rescatan durante las excavaciones para ser almacenados y registrados. A menudo, solo se conservan aquellos osarios que presentan inscripciones, decoraciones o ambos.
- De acuerdo con L. Y. Rahmani (1994), A Catalogue of Jewish Ossuaries, de 917 osarios en las colecciones del Estado de Israel, sólo 231 (25,2%) tienen sus nombres inscriptos. La tumba de Talpiot Oriental es inusual, ya que 6 de sus 9 osarios registrados (66%) fueron inscriptos con nombres. Si todas las tumbas contuvieran un porcentaje similar de osarios con nombres inscriptos, un censo comparativo entre varias tumbas sería razonable y posible. Sin embargo, éste dista mucho de ser el caso.
- Los osarios que llevan nombres a menudo contenían los restos de más de un individuo. Los nombres de estas personas nunca se sabrá. Por ejemplo, el osario de Caifás contenía los restos de varios individuos, entre ellos un hombre de mediana edad.

En un trabajo del matemático Joe D’Mello se indica que para una correcta interpretación del cálculo probabilístico las premisas deberían formularse así: ‘Si la familia de Jesús tenía una tumba, entre las 1000 encontradas, existiría una probabilidad de 599 en 600 de que fuera la tumba de la familia de Jesús’. Según el arqueólogo Kloner la probabilidad de que la familia de Jesús, de Nazareth, tuviese una tumba en Jerusalén es muy pequeña. Además, en el cálculo mencionado se partió de la interpretación de que Mariamene Mara’ significa María Magdalena, lo cual hoy es negado por casi todos los especialistas.
Otras críticas presentadas contra la identificación de la tumba de Talpiot con la de Jesús incluyen que dicha tumba fue hallada en Jerusalén, cuando la costumbre de la época era enterrar a los difuntos en su pueblo natal (en este caso Nazaret, en Galilea), la controversia acerca de los nombres verdaderamente contenidos en dichos osarios, o que los mismos están escritos en hasta tres lenguas distintas (lo que sugiere que no fueron enterrados en un periodo de tiempo similar), entre otras.

## El Osario de Santiago
Un caso especial en esta investigación es el llamado Osario de Santiago. Fue localizado en un mercado de antigüedades de Israel. Su propietario era Oded Golan, quien más tarde fue procesado por fraude y venta ilegal de antigüedades, siendo hallado culpable solo del último cargo. Golan vendía el objeto con la inscripción: "Ya'akov Bar Yoshef Akhui di Yehshúah" (Jacob / Santiago hijo de José, Hermano de Jesús). 
El osario en sí es auténtico y se supuso que era el que faltaba de la Tumba de los diez osarios de Talpiot; mide 50,8 cm de largo, 30,5 cm de alto y 25,4 cm de ancho; según algunos, estas medidas coincidirían con las del osario perdido.
La inscripción Santiago, Hijo de José, Hermano de Jesús, ha sido considerada parcialmente fradulenta; solo parece ser auténtica la primera parte: "Santiago hijo de José", el resto, "... hermano de Jesús", fue añadido por Oded Golan. Sin embargo, el cargo de fraude no pudo ser demostrado, por lo que Golan fue exonerado. Los análisis sitúan la inscripción (en todo o en parte) en la primera mitad del siglo I, aunque se supone que la parte final de la misma fue realizada en tiempos modernos .
Finalmente el osario ha sido devuelto a Golan, sin poder demostrarse la autenticidad o no del párrafo cuestionado. 
En un estudio estadístico, el profesor Camille Fuchs, jefe del Departamento de Estadística de la Universidad de Tel Aviv, sostuvo que existe “una certeza casi total” de que durante el período de 80 años en el que los judíos fueron enterrados en osarios en la región de Jerusalén, no pudieron haber fallecido más de dos hombres adultos cuyo primer nombre fuera Yaakov, que fueran hijos de Yosef (José), y que tuvieran además un hermano llamado Yeshua (Jesús) lo que refuerza la posibilidad de autenticidad. Sin embargo, todo dato estadístico de la Antigüedad debe ser tomado con cautela, dado que solo un porcentaje mínimo de textos, literarios, documentales o epigráficos, ha sobrevivido, lo cual puede falsear los resultados.
El investigador original de los osarios, Amos Kloner, sostiene que el décimo osario no tenía ninguna inscripción y sus dimensiones eran diferentes a las del osario llamado “de Santiago". Hershel Shanks, coautor de un libro sobre el tema afirma que sostener que el décimo osario era el "de Santiago" no tiene sentido; según la evidencia más reciente Oded Golan, tenía este objeto en su colección desde marzo de 1976, cuatro años antes del descubrimiento de la tumba de Talpiot, y que por tanto el Osario de Santiago no guarda ninguna relación con dicha tumba.
El Osario y su inscripción fueron examinados por el Instituto de Geología de Israel (Dr. Amnon Rosenfeld y el Dr. Shimon Ilani),  por la Dra. Ada Yardeni (experta en paleografía hebrea) de la Universidad Hebrea de Jerusalén, por el Prof. André Lemaire,  de la Universidad de la Sorbona (Francia), por el Profesor Wolfgang Krumbein, , de la Universidad de Oldenburg, Alemania y otros investigadores de geología, pátina y microbiología, y por los Laboratorios del Royal Ontario Museum (ROM) en Toronto, Canadá. Todos ellos aportaron pruebas que apoyan la tesis de la antigüedad y autenticidad del osario y de su inscripción.

## Documental
El director de cine James Cameron, dirigió un documental titulado: "The lost tomb of Jesus" para el canal Discovery Channel, que se rodó veintisiete años después del descubrimiento en el lugar del hallazgo.Dicho documental se basaba en las hipótesis de Charles Pellegrino y Simcha Jacobovici. Estos autores escribieron más tarde el libro: "La tumba de Jesús - El descubrimiento, la investigación y la evidencia que podrían cambiar la historia" (2007), el cual presentaba las mismas hipótesis e ideas. En ambos casos la participación de Cameron fue circunstancial, no intervino en ningún momento en la investigación del documental . y respecto de libro, colaboró escribiendo únicamente el prólogo.
El arqueólogo y experto en tumbas, Amos Kloner, ha opinado que este documental es "una tontería" (“It’s nonsense”).
En enero de 2008, se reunió un simposio en Jerusalén para tratar el tema de las creencias judías sobre la vida después de la muerte y las prácticas funerarias durante el período del Segundo Templo. Los medios de prensa especularon con que el encuentro científico había vuelto a considerar el tema de la Tumba de Talpiot como la de Jesús de Nazaret y su familia. El propio Jacobovici dijo sentirse "completamente reivindicado". Ante esto, un gran número de estudiosos presentes en el congreso emitieron una carta abierta diciendo que Simcha Jacobovici y James Cameron habían engañado a los medios al sostener que el encuentro consideraba volver a estudiar su teoría sobre la tumba de Jesús como viable. La carta indica al respecto que "nada más lejos de la verdad" y añade que "la mayoría de los estuiosos participantes, incluidos todos los arqueólogos y epigrafistas que presentaron ponencias sobre la tumba, rechazan la identificacón de la Tumba de Talpiot con la de la familia de Jesús o bien encuentran a esta idea, altamente especulativa"; entre los firmantes de la nota están Kloner, Gibson y Zías, vinculados desde el comienzo con el estudio de la Tumba de Talpiot.
La Iglesia Católica, por su parte, señaló en su momento que el documental era del «... estilo de El código Da Vinci... Cameron se instala en la senda escandalosa de Dan Brown».